# Jóhannes Karl Guðjónsson
Jóhannes „Joey” Karl Guðjónsson (Akranes, Izland, 1980. május 25.) izlandi labdarúgó, 34-szeres izlandi válogatott.

## Pályafutása

### Kezdeti évek
Guðjónsson az izlandi ÍA-ban kezdte profi pályafutását 1994-ben. Négy évvel később a belga Racing Genkhez szerződött. 1999-ben kölcsönben a holland MVV Maastricht játékosa lett, majd 2000-ben az RKC Waalwijkhez igazolt, ahol egy évet töltött el.

### Real Betis
2001-ben a Real Betishez került, ez volt a negyedik klubja négy éven belül. Első idényében 11 mérkőzésen lépett pályára, utána viszont alig kapott lehetőséget, így klubja kölcsönadta az angol Aston Villának. A Birmingham City elleni rangadón piros lapot kapott. A birminghamieknél 11 bajnokin lépett pályára és két gólt szerzett.
A 2003/04-es szezont a Wolverhampton Wanderersnél töltötte kölcsönben, ahol összesen 16 meccsen játszott. A Farkasok az idény végén véglegesen is leigazolták volna, de ő a Leicester Cityt választotta.

### Leicester City
Miután ingyen a Leicesterhez igazolt, Guðjónsson stabil kezdővé vált a csapatban. Első ottani szezonja végén megkapta az év legjobb játékosának járó díjat a szurkolóktól. Egy Hull City elleni találkozón a felezővonalról talált a kapuba.

### AZ Alkmaar
2006 nyarán lejárt a szerződése a Leicesterrel és az AZhoz igazolt. Augusztus 4-én, egy Arsenal elleni barátságos mérkőzésen debütált új csapatában. Nem sikerült állandó helyet szereznie magának a holland klubnál, mindössze öt bajnokin léphetett pályára.

### Burnley
2007 januárjában felmerült, hogy esetleg visszatér a Leicester Cityhez, de végül a Burnley igazolta le 150 ezer fontért. A 2007/08-as idény előtti felkészülés olyan jól sikerült a számára, hogy bekerült a kezdőbe. Azután viszont hamar kikerült onnan, sőt Steve Cotterill a keretből is száműzte. Owen Coyle érkezésével azonban minden megváltozott és sikerült visszakerülnie a cserék közé. 2007. november 27-én, Coyle második meccsén, a Watford ellen megszerezte első gólját a csapatban.
Az évad hátralévő felében rendszeresen csereként számítottak rá. A 2008/09-es idényben Kevin McDonald megsérült, így több játékidőhöz jutott. Egy Preston North End elleni találkozón látványos góllal örvendeztete meg csapata szurkolót. A szezon végén a feljutást is kiharcolta a Burnleyvel.
Guðjónsson a 2009-10-es idényben összesen 10 mérkőzést játszott a Burnleyben, amiből csak egyen alkalommal volt a kezdő tizenegyben. Ezenkívül még négy meccsen lépett pályára a kupákban.
2010 áprilisában két hétre felfüggesztették miután egy izlandi weblapon adott nyilatkozatában megkérdőjelezte a csapatszellemet Brian Laws vezetőedző irányítása alatt. A Burnley az idény végén búcsúzott az első osztálytól, Guðjónsson meg távozott a csapattól.

### Huddersfield Town
Miután a Burnley szerződést bontott vele, Guðjónsson 2010. június 2-án leszerződött a League One-ban szereplő Huddersfield Town-hoz, annak ellenére, hogy magasabb osztályú csapatoktól is kapott ajánlatokat.

## Válogatott
Guðjónsson 2001. augusztus 15-én, Lengyelország ellen debütált az izlandi válogatottban. Első, és máig egyetlen gólját 2002. május 22-én, Norvégia ellen szerezte. A találkozó 1-1-es eredménnyel zárult.

## Külső hivatkozások
- Joey Guðjónsson pályafutásának statisztikái a Soccerbase oldalon (angolul)

- Joey Guðjónsson adatlapja a Leicester City honlapján
- Joey Guðjónsson adatlapja a Wolverhampton Wanderers honlapján
- Joey Guðjónsson adatlapja a Burnley honlapján
- Joey Guðjónsson adatlapja a Huddersfield Town honlapján

## Fordítás
- Ez a szócikk részben vagy egészben  a   Jóhannes Karl Guðjónsson című angol Wikipédia-szócikk fordításán alapul.  Az eredeti cikk szerkesztőit annak laptörténete sorolja fel. Ez a jelzés csupán a megfogalmazás eredetét és a szerzői jogokat jelzi, nem szolgál a cikkben szereplő információk forrásmegjelöléseként.